# Farmak
Farmak (ukr. Фармак) – ukraińskie przedsiębiorstwo farmaceutyczne, z siedzibą w Kijowie.
Zakład został założony w 1925 roku jako Kijowska Fabryka Farmaceutyczna im. Łomonosowa. Jego pierwszymi produktami były chloroform, kwas salicylowy i rezorcyna. W 1941 roku, w czasie działań wojennych na froncie wschodnim II wojny światowej, personel fabryki został ewakuowany do Woroszyłowgradu, a następnie do Kazania. W 1944 przywrócono działalność produkcyjną w Kijowie, uruchomiono wówczas wytwarzanie m.in. sulfanilamidu, disulfanu, urotropiny i wodzianu chloralu.
W latach 50. XX wieku fabryka stała się głównym producentem kontrastów do zdjęć rentgenowskich. Wśród produktów Farmaka były również chloroform znieczulający, chloromycetyna czy walidol.
W 1995 roku przedsiębiorstwo zostało przekształcone w spółkę akcyjną.